# Rottweiler

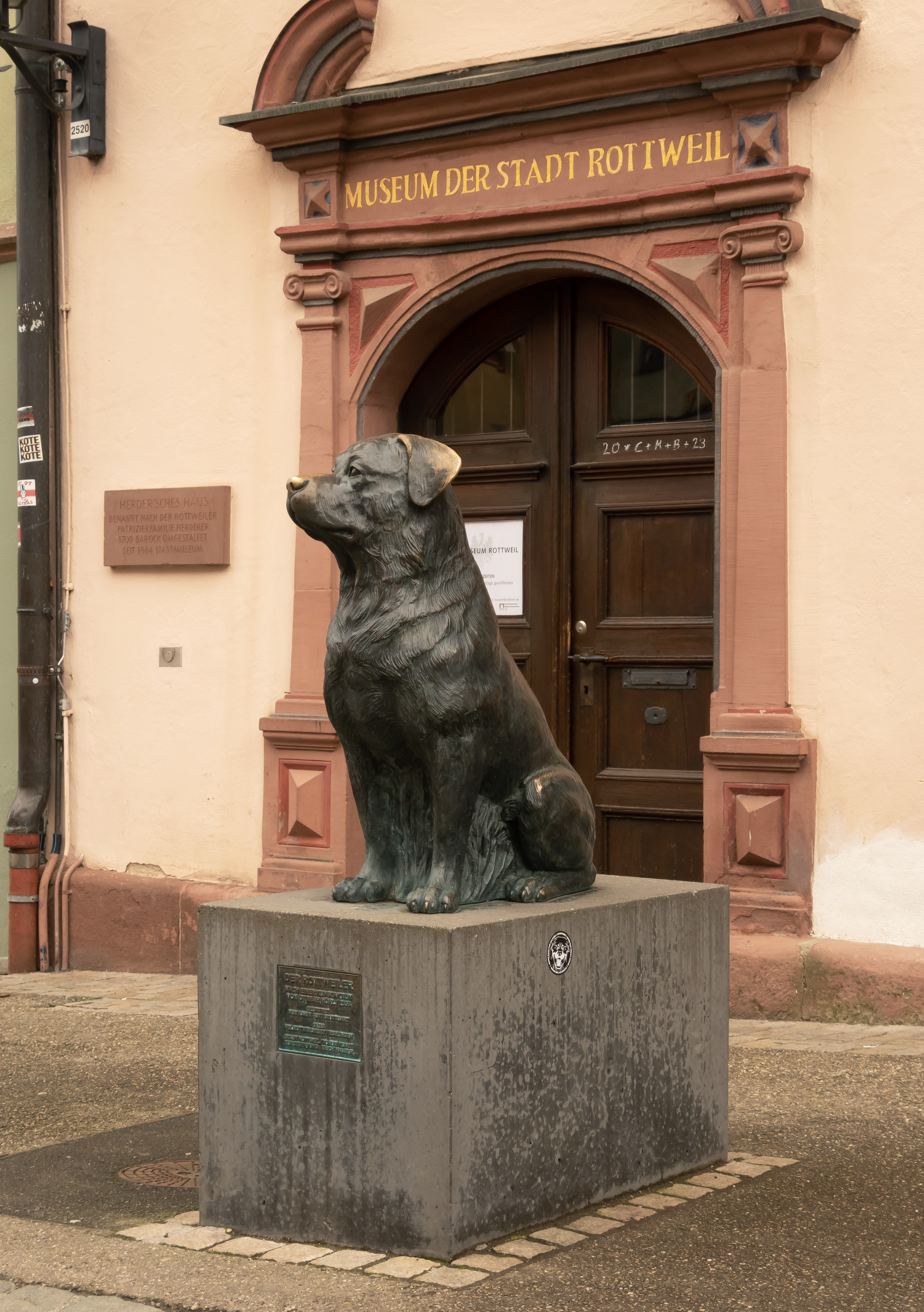
Rottweil, sculptuur van een rottweiler voor het Stadsmuseum

De rottweiler is een hondenras, oorspronkelijk afkomstig uit Duitsland.

## Geschiedenis
De basis voor het ras is gelegd in de tijd dat Europa grotendeels bestuurd werd door de Romeinen. Volgens kynologen stamt de rottweiler af van de molosser, een Griekse dog, genoemd naar een landstreek aan de Ionische Zee. De Romeinen zetten honden in op verschillende terreinen: als waakhond, drijvershond en vechthond. Op de lange tochten van de Romeinse legionairs die soms maanden of zelfs jaren duurden, werd vee meegenomen als proviand. Op hun marsen werden de legereenheden vergezeld van "dogachtige" honden, ter opdrijving van het vee, maar ook als waakhond. In het begin van de jaartelling leefden in heel Europa wolven en beren, maar ook de lynx kwam veelvuldig voor. Naast de inheemse roofdieren ontsnapten er soms uitheemse roofdieren die door de Romeinen bij de arenaspelen werden gebruikt, zoals leeuwen en panters. Het was dan ook van groot belang op reis over honden te beschikken die zowel het vee als de mens konden beschermen. Sommige van deze honden bleven achter en werden door de plaatselijke bevolking ingezet als waak- en drijvershond. Er zijn nog steeds rassen die te herleiden zijn tot de door de Romeinen gebruikte drijfhonden. Voorbeelden daarvan zijn de Appenzeller sennenhond, de grote Zwitserse sennenhond en de Berner sennenhond. Er zijn overeenkomsten tussen de sennenhonden en de huidige rottweiler: zowel de krachtige bouw als de tekening verraden verwantschap.
Het rottweiler-ras is ontstaan bij het Duitse stadje Rottweil, een voormalige Romeinse legerplaats, dat door zijn gunstige ligging kon uitgroeien tot een belangrijke handelsplaats voor vee. Om op de grote veehandelsmarkten vee te kunnen verkopen moesten de handelaren soms dagenlange tochten maken. Dat was niet ongevaarlijk voor zowel het vee als de handelaar. Het viel de veehandelaren op dat honden die rond Rottweil voorkwamen uitstekend geschikt waren als drijf- en beschermhonden. Zij werden 'rottweilers' genoemd. Het optrekken met mens en kudde verklaart waarom de rottweiler een goede gezinshond is; het ras is er al eeuwenlang aan gewend zich aan de mens dienstbaar te maken.
In de negentiende eeuw verdween de veeverplaatsing door middel van drijftochten. Het werd vervangen door transport via de spoorwegen en andere transportmiddelen. De rottweiler verloor daardoor zijn functie als veedrijvershond. In Duitsland bleef de hond vooral in gebruik als trekdier van slagers hetgeen hem de bijnaam 'Metzgerhund' (slagershond) bezorgde. Behalve voor de hondenkar bleef het dier dienstdoen als waak- en beschermhond. Vanaf 1910 werd de soort ook in gebruik genomen als politiehond, later zou dit weer grotendeels komen te vervallen omdat men aan andere rassen de voorkeur gaf.

## Uiterlijk
De rottweiler is een middelgrote, krachtige hond met een korte, zwarte vacht. Rond de wangen, de muil, wenkbrauwen, borst en benen heeft de hond roodbruine aftekeningen.
Een reu bereikt een schofthoogte van 61 tot 68 cm. Het gewicht van een reu ligt rond 50 kilogram. Bij een teef ligt het gemiddelde wat lager. Een teef bereikt een schofthoogte van 56 tot 63 cm. Het gewicht van een teef ligt rond de 42 kilogram.
Een rottweiler wordt gemiddeld 8 tot 10 jaar oud.

## Gebruiksdoel
De rottweiler wordt als waak-, speur-, sport-, reddings- en familiehond gebruikt. Het dier is intelligent en daardoor op vrijwel ieder gebied inzetbaar, hoewel meer geschikt voor het een dan het ander. In sommige landen wordt de rottweiler nog ingezet als politiehond, in Zuid-Afrika bijvoorbeeld. Met een consequente opvoeding en een goede socialisatie is het dier een kalme en tot in de ouderdom speelse en actieve familiehond. Het is echter niet vanzelfsprekend dat een rottweiler goed met kinderen kan omgaan en het is ook geen hond voor mensen die niet consequent kunnen opvoeden.

## Omgang
Rottweilers zijn echte werkhonden, die in dienst staan van het gezin en de behoefte hebben daar deel van uit te maken. Het intensief samen met de mens optrekken en dienstbaar zijn aan de baas is te herleiden tot de afkomst van het ras. Het dier is tot het uiterste loyaal aan de baas, wil alles weten, overal bij zijn en aan meedoen.
Een rottweiler wil altijd iets te doen hebben. Naast consequente bejegening zijn beweging en intellectuele uitdaging voor het dier van groot belang. Als het dier onvoldoende uitdaging krijgt zal hij die zelf zoeken, vaak in een vorm waarbij zich gedrags- en/of agressieproblemen ontwikkelen. Spel waarbij de rottweiler zijn intelligentie moet aanspreken is zo mogelijk nog belangrijker dan fysieke inspanning. Eenmaal getraind zullen zij een taak nooit meer vergeten en tot in perfectie blijven uitvoeren.
In onder meer Beieren is de rottweiler opgenomen in de vechthondverordening.

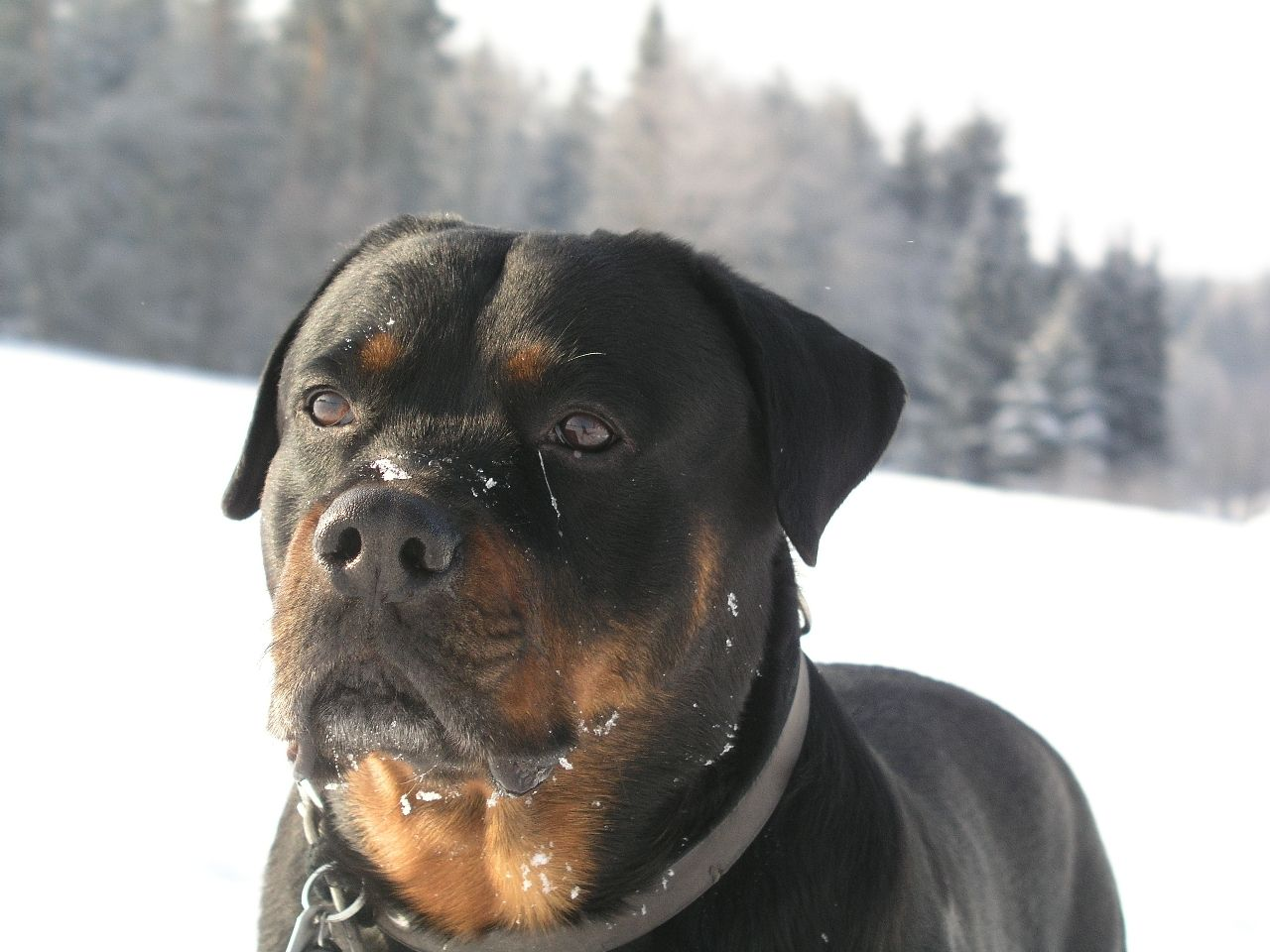
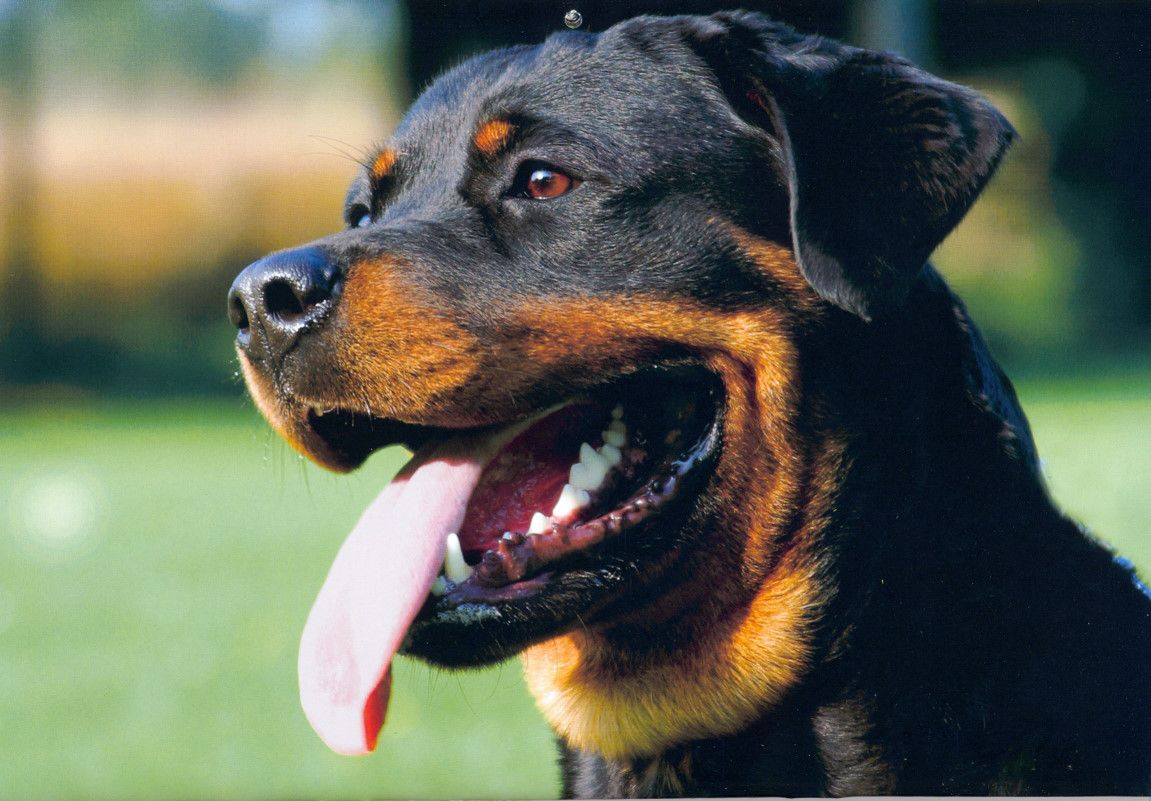
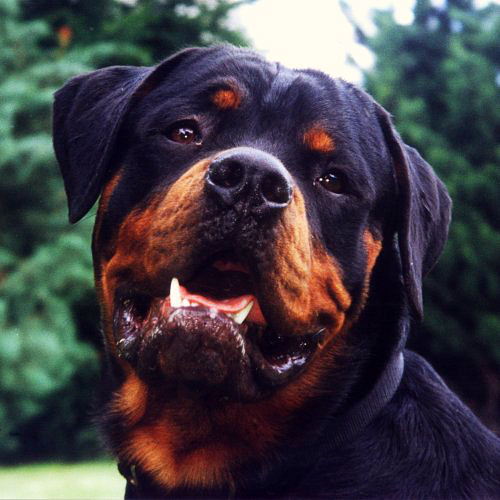
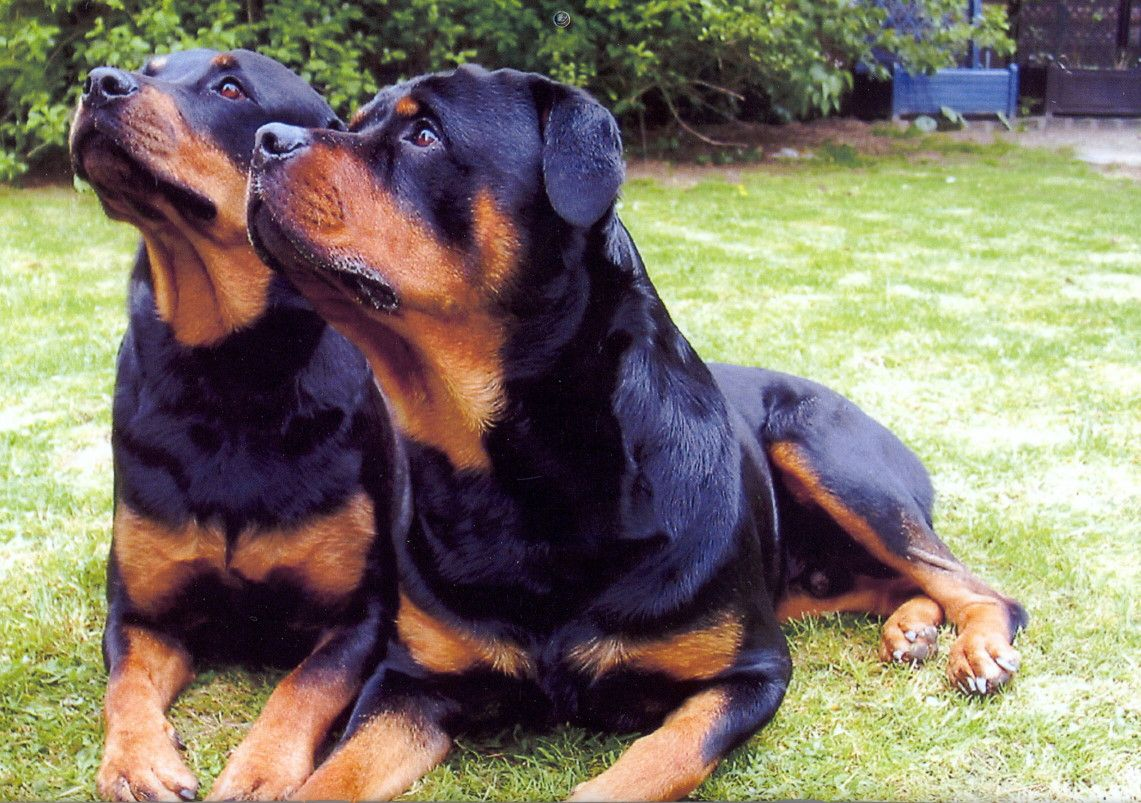
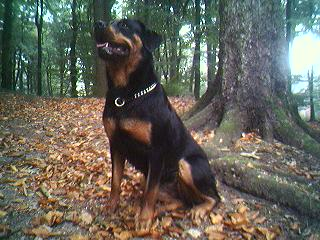

Affenpinscher ·
Aidi ·
Anatolische herder ·
Appenzeller sennenhond ·
Argentijnse dog ·
Berner sennenhond ·
Bordeauxdog ·
Boxer ·
Broholmer ·
Bullmastiff ·
Ca de Bou ·
Cane corso ·
Cão da Serra da Estrela ·
Cão de Castro Laboreiro ·
Centraal-Aziatische owcharka ·
Cimarrón Uruguayo ·
Ciobanesc Romanesc de Bucovina ·
Deens-Zweedse boerderijhond ·
Dobermann ·
Dogo Canario ·
Duitse dog ·
Duitse pinscher ·
Dwergpinscher ·
Dwergschnauzer ·
Engelse buldog ·
Entlebucher sennenhond ·
Fila brasileiro ·
Grote Zwitserse sennenhond ·
Hollandse smoushond ·
Hovawart ·
Kaukasische owcharka ·
Kraški ovčar ·
Landseer ECT ·
Leonberger ·
Mastiff ·
Mastín del Pirineo ·
Mastín español ·
Mastino napoletano ·
Middenslagschnauzer ·
Newfoundlander ·
Oostenrijkse pinscher ·
Pyrenese berghond ·
Rafeiro do Alentejo ·
Riesenschnauzer ·
Rottweiler ·
Šarplaninac ·
Shar-pei ·
Sint-bernard ·
Tibetaanse mastiff ·
Tornjak ·
Tosa ·
Zwarte Russische terriër
- Nationale Bibliotheek van Tsjechië: ph125237
- Nationale Bibliotheek van Israël: 987007546159205171